# Insurreição guerrilheira em Honduras
A insurreição guerrilheira nas Honduras (também chamada de conflito armado interno nas Honduras) refere-se a um período durante o qual vários grupos guerrilheiros de esquerda procuraram estabelecer um Estado socialista nas Honduras.

## Desenvolvimento
A influência da Revolução Sandinista e da Guerra civil de El Salvador fez com que o Movimento Popular de Libertação - Cinchoneros (MPL) surgisse sob a liderança de Fidel Martínez, militante do Partido Comunista de Honduras. Ao mesmo tempo, surgiram as Forças Populares Revolucionárias Lorenzo Zelaya (FPRLZ), a Frente Morazanista de Libertação de Honduras (FMLH), o Partido Revolucionário dos Trabalhadores Centro-Americanos de Honduras (PRTCH) e a Frente Patriótica Morazanista (FPM).
Entre as ações do MPL estavam a explosão de bombas de propaganda em apoio à Frente Farabundo Martí de Libertação Nacional (FMLN) (26 de janeiro de 1981), o sequestro de um avião pertencente à empresa Servicios Aéreos de Honduras S.A. que foi levado para a Nicarágua (27 de março de 1981), entre outros. O PRTCH, por outro lado, estaria envolvido na tentativa de sequestro de Arnold Quiroz, gerente em Honduras da transnacional petrolífera TEXACO.

### Últimos incidentes
A partir da década de 1990, vários grupos começaram a considerar a possibilidade de depor as armas, realizando ataques de menor envergadura.
Em 23 de setembro de 1992, um bispo, um oficial hondurenho e o Ministro do Interior da Costa Rica Luis Fishman Zonzinski foram sequestrados por ex-combatentes, sendo este último o primeiro a ser libertado no dia seguinte. Orlando Ordoñez Betancourt, identificado como o perpetrador do incidente, exigiu ser transferido para o México, onde foi detido pelas autoridades do país.

## Nota
- Este artigo foi inicialmente traduzido, total ou parcialmente, do artigo da Wikipédia em castelhano cujo título é «Insurgencia guerrillera en Honduras».